# Nosodendron punctatostriatum
Nosodendron punctatostriatum är en skalbaggsart som beskrevs av Louis Alexandre Auguste Chevrolat 1864. Nosodendron punctatostriatum ingår i släktet Nosodendron och familjen almsavbaggar. Inga underarter finns listade i Catalogue of Life.